# Bislett Games 2014
Bislett Games 2014 byl lehkoatletický mítink, který se konal 11. června 2014 v norském městě Oslo. Byl součástí série mítinků Diamantové ligy 2014.

## Výsledky
- Archiv výsledků zde [1]

### Muži
| Disciplína      | 1. místo                      | 2. místo                       | 3. místo                      |
| 100 m           | Richard Thompson 10,02        | Jimmy Vicaut 10,04             | Adam Gemili 10,11             |
| 1 míle          | Ayanleh Souleiman 3:49,49     | Nick Willis 3:49,83            | Homiyu Tesfaye 3:49,86        |
| 5 000 m         | Yenew Alamirew 13:01,57       | Caleb Mwangangi Ndiku 13:02,15 | Galen Rupp 13:03,35           |
| 3000 m překážek | Jairus Kipchoge 8:02,37       | Evan Jager 8:06,97             | Hillary Yego 8:10,93          |
| 110 m překážek  | Pascal Martinot-Lagarde 13,12 | Andrew Riley 13,36             | Sergej Šubenkov 13,37         |
| 400 m překážek  | Ashton Eaton 49,16            | Johnny Dutch 49,77             | Rasmus Mägi 49,88             |
| Skok o tyči     | Renaud Lavillenie 577 cm      | Malte Mohr 570 cm              | Konstadinos Filippidis 560 cm |
| Trojskok        | Will Claye 17,41 m            | Christian Taylor 17,15 m       | Ernesto Revé 16,96 m          |
| Vrh koulí       | Joe Kovacs 21,14 m            | David Storl 21,08 m            | Reese Hoffa 21,07 m           |
| Hod oštěpem     | Tero Pitkämäki 84,18 m        | Julius Yego 84,17 m            | Vítězslav Veselý 83,53 m      |

### Ženy
| Disciplína     | 1. místo                           | 2. místo                    | 3. místo                  |
| 100 m          | Myriam Soumaréová 11,18            | LaKeisha Lawson 11,24       | Muna Lee 11,37            |
| 200 m          | Allyson Felixová 22,73             | Jodie Williams 22,97        | Myriam Soumaréová 22,98   |
| 400 m          | Novlene Williamsová-Millsová 50,06 | Natasha Hastings 50,60      | Amantle Montshoová 51,05  |
| 800 m          | Eunice Jepkoech Sumová 1:59,02     | Ajee Wilson 1:59,68         | Jessica Judd 1:59,77      |
| 400 m překážek | Kaliese Spencerová 54,94           | Kemi Adekoyaová 54,96       | Eilidh Childová 55,33     |
| Skok do výšky  | Marija Kučinová 198 cm             | Blanka Vlašičová 198 cm     | Ana Šimičová 195 cm       |
| Skok daleký    | Tianna Bartolettaová 702 cm        | Shara Proctorová 678 cm     | Funmi Jimoh 671 cm        |
| Hod diskem     | Sandra Perkovićová 67,17 m         | Gia Lewis-Smallwood 65,77 m | Denia Caballerová 64,89 m |